# Michellspas
De Michellspas is een bergpas over de Skurweberge in de provincie West-Kaap van Zuid-Afrika. De pas verbindt het dal van het Warm Bokkeveld en de stad Ceres enerzijds met het Land van Waveren anderzijds, waarin Tulbagh ligt en verder met Kaapstad en het Boland.

## Geschiedenis
De eerste pas is in 1765 op eigen kosten gebouwd door Jan Mostert. De weg leidde door het ravijn van de Dwarsrivier. Deze rivier komt uit de bergen tevoorschijn en voegt daar samen met de Witelsrivier tot de Breederivier. Deze pas stond bekend als Mosterdhoekspas en was tamelijk berucht omdat de weg de rivier een aantal malen overstak en er een bijzonder steil stuk in zat, vlak voor de plek waar de weg naar de Ceresvallei afdaalde.
Vanwege het toenemende verkeer gaf kolonel Charles Michell, de toenmalige landmeter-generaal van de Kaap in 1846 opdracht om een nieuwe pas door het ravijn aan te leggen. Andrew Geddes Bain zette een ploeg van 240 misdadigers aan het werk en voltooide het werk in twee jaar tijd. De opening ervan op 1 december 1848 door Harry Smith verminderde de reistijd (per ossenwagen) van Kaapstad naar Beaufort-Wes van 20 naar 12 dagen. De nieuwe pas werd naar Michell vernoemd. De aanleg van de nieuwe pas bevorderde de ontwikkeling van het Bokkeveld tot een landbouwgebied, omdat producten nu gemakkelijk naar Kaapstad vervoerd konden worden. Er werd wel tol geheven en het oude tolhuis bestaat nog en is nu een restaurant.
Na de Tweede Wereldoorlog werd de pas verbeterd en de weg met beton verhard. Het werk werd door Italiaanse krijgsgevangenen uitgevoerd; asfalt was niet beschikbaar. De vernieuwde weg volgde goeddeels de route van Bains en werd op 31 maart 1946 geopend. 

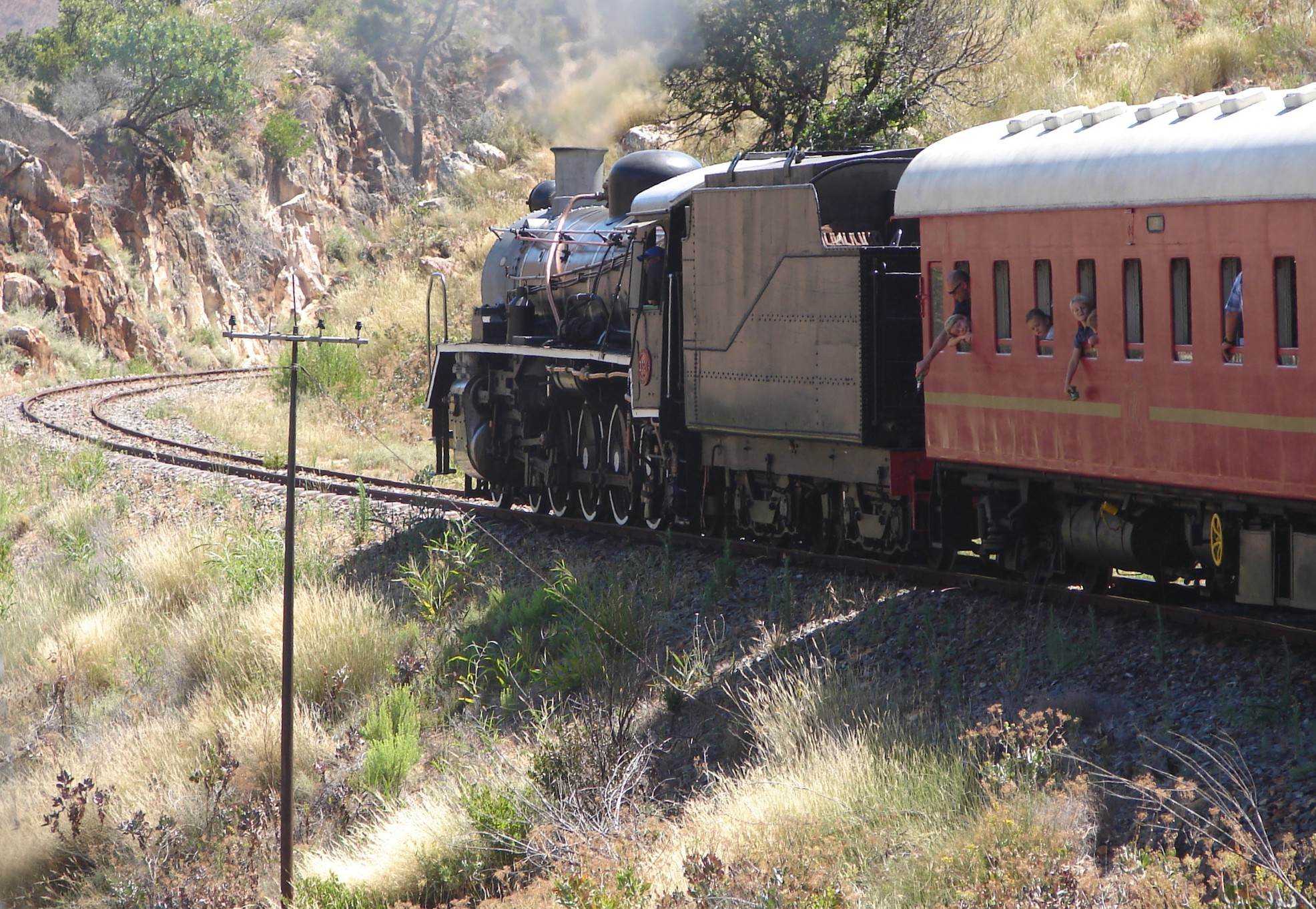
Een Zuid-Afrikaanse Klasse 19D locomotief bij Michellspas, 19 december 2015

## Recente verbeteringen
Voor het laatst is de pas tussen 1988 en 1994 door de bouwploeg van de Kaapse Provinciale Administratie onder leiding van Fritz Schwabe vernieuwd. De weg is verbreed met rijstroken voor langzaam klimmend vrachtvervoer. De oude betonweg werd vervangen door een geasfalteerd wegdek. Er werd ook een nieuwe brug over de Breederivier gebouwd: de Wittebrug. Bij de bouw werd rekening gehouden met het feit dat de weg dwars door het Ceres-natuurreservaat loopt. De weg werd verbreed van 6 tot 9,8 meter en scherpe bochten werden rechtgetrokken. Het oude tolhuis en delen van Bains oorspronkelijke muur werden behouden.

## Spelling
De naam van de pas wordt vaak verkeerd gespeld omdat Mitchell een bekendere Engelse naam is. De pas is echter vernoemd naar Charles Cornwallis Michell, wiens naam zonder t geschreven wordt.